# Arnaud Clément
Arnaud Marcel Maurice Clément (ur. 17 grudnia 1977 w Aix-en-Provence) – francuski tenisista, finalista Australian Open 2001 w grze pojedynczej, zwycięzca Wimbledonu 2007 w grze podwójnej, zdobywca Pucharu Davisa, olimpijczyk.

## Kariera tenisowa
Występy w gronie tenisistów zawodowych Clément rozpoczął w 1996 roku.
W 1999 roku po raz pierwszy wystąpił w finale turnieju rangi ATP World Tour, w Marsylii, przegrywając jednak decydujący mecz z rodakiem Fabrice'em Santoro; dotarł także do IV rundy US Open. Rok później odniósł pierwsze zwycięstwo turniejowe. W finale turnieju w Lyonie pokonał Patricka Raftera. Awansował także do ćwierćfinału US Open. Największy sukces w karierze singlowej odniósł w styczniu 2001 roku, docierając do finału Australian Open (pierwszy Francuz od czasu Jeana Borotry w 1928), pokonując po drodze m.in. Rogera Federera, Grega Rusedskiego, Jewgienija Kafielnikowa i Sébastiena Grosjeana. Clément w pojedynku przeciwko Grosjeanowi obronił piłkę meczową. W spotkaniu finałowym Francuz nie sprostał Andre Agassiemu. Wynik uzyskany w Australian Open zapewnił mu wysokie miejsce w rankingu światowym – w styczniu 2001 był na pozycji wicelidera rankingu sezonu bieżącego Champions Race, a w klasyfikacji obejmującej wyniki z ostatnich 12 miesięcy – na pozycji nr 10.
W kolejnych latach, w roku 2003 dotarł do finałów turniejowych w ’s-Hertogenbosch i Lyonie oraz wygrał turniej w Metzu, pokonując w finale Fernando Gonzáleza; w ’s-Hertogenbosch dotarł do finału również w 2002 roku. Trzeci w karierze turniej Clément wygrał w lutym 2006 roku w Marsylii, pokonując w finale Mario Ančicia, a w kolejnych miesiącach wygrał rozgrywki w Waszyngtonie. W meczu o tytuł pokonał Andy’ego Murraya. Kolejny turniejowy finał osiągnął w sezonie 2007 w Nottingham, gdzie poniósł porażkę w finale z Ivo Karloviciem). W 2008 roku Francuz doszedł do ćwierćfinału Wimbledonu. Pojedynek o dalszą rundę przegrał z Rainerem Schüttlerem. Dwa lata później, w styczniu 2010 roku, Clément doszedł do finału turnieju w Auckland, jednak pojedynek finałowy przegrał z Johnem Isnerem.
Clément miał w swoim dorobku wiele sukcesów deblowych. Do jego największych osiągnięć zalicza się wygranie Wimbledonu w 2007 roku. Wspólnie z rodakiem Michaëlem Llodrą zostali rozstawieni w turnieju z nr 10. W meczu finałowym para Clément–Llodra pokonała Boba i Mike Bryanów 6:7(5), 6:3, 6:4, 6:4. Ponadto Clément to finalista deblowego Australian Open z 2008 roku. W parze z Llodrą mecz finałowy przegrali 5:7, 6:7(4) z duetem Jonatan Erlich–Andy Ram. Łącznie w rozgrywkach ATP World Tour w grze podwójnej wygrał 12 turniejów oraz 10 razy grał w finałach. Najwyżej sklasyfikowany w indywidualnym rankingu deblistów Francuz był pod koniec stycznia 2008 na 8. miejscu.
W latach 2000–2010 Clément reprezentował Francję w Pucharze Davisa. W 2001 był podstawowym singlistą zespołu narodowego i przyczynił się do końcowego sukcesu Francji, chociaż w meczu finałowym z Australią, na nawierzchni trawiastej, nie wystąpił. Miał także swój wkład w awans do finału Pucharu Davisa w 2002 oraz 2010 roku, gdzie grał głównie jako deblista.
Pomimo swojego nie najwyższego wzrostu Clément grę opierał głównie na przygotowaniu kondycyjnym, dobrej pracy nóg i precyzji minięć. Należały do niego dwa rekordy związane z długością meczu tenisowego; w I rundzie French Open z 2004 roku zmierzył się z Fabrice’em Santoro i uległ mu ostatecznie 4:6, 3:6, 7:6, 6:3, 14:16. Mecz trwał 6 godzin i 33 minuty i był rozgrywany przez dwa dni – walkę na korcie przerwał zmierzch. W trakcie spotkania Clément nie wykorzystał dwóch piłek meczowych. Innym długim pojedynkiem z udziałem Francuza był mecz przeciwko Marcowi Rossetowi w ramach rozgrywek Pucharu Davisa z kwietnia 2001 roku. Clément wygrał mecz 6:3, 3:6, 7:6, 6:7, 15:13 po 5 godzinach i 46 minutach, Francja pokonała Szwajcarię ostatecznie 3:2, a jesienią sięgnęła po trofeum.
Dnia 19 czerwca 2012 roku, po odpadnięciu w I rundzie kwalifikacji do Wimbledonu z Kennym de Schepperem Clément zakończył tenisową karierę.

### Finały w turniejach ATP World Tour

#### Gra pojedyncza (4–7)
| Legenda                                                  |
| Wielki Szlem (0–1)                                       |
| Igrzyska olimpijskie (0–0)                               |
| Tennis Masters Cup / ATP World Tour Finals (0–0)         |
| ATP Masters Series / ATP World Tour Masters 1000 (0–0)   |
| ATP International Series Gold / ATP World Tour 500 (0–0) |
| ATP International Series / ATP World Tour 250 (4–6)      |

| Wygrane według nawierzchni |
| Twarda (3–3)               |
| Ceglana (0–0)              |
| Trawiasta (0–3)            |
| Dywanowa (1–1)             |

| Końcowy wynik | Nr | Data                 | Turniej                    | Nawierzchnia    | Przeciwnik        | Wynik finału     |
| Finalista     | 1. | 7 lutego1999         | Marsylia                   | Twarda (hala)   | Fabrice Santoro   | 3:6, 6:4, 4:6    |
| Zwycięzca     | 1. | 12 listopada 2000    | Lyon                       | Dywanowa (hala) | Patrick Rafter    | 7:6(2), 7:6(5)   |
| Finalista     | 2. | 28 stycznia 2001     | Australian Open, Melbourne | Twarda          | Andre Agassi      | 4:6, 2:6, 2:6    |
| Finalista     | 3. | 23 czerwca 2002      | ’s-Hertogenbosch           | Trawiasta       | Sjeng Schalken    | 6:3, 3:6, 2:6    |
| Finalista     | 4. | 22 czerwca 2003      | ’s-Hertogenbosch           | Trawiasta       | Sjeng Schalken    | 3:6, 4:6         |
| Zwycięzca     | 2. | 5 października 2003  | Metz                       | Twarda (hala)   | Fernando González | 6:3, 1:6, 6:3    |
| Finalista     | 5. | 12 października 2003 | Lyon                       | Dywanowa (hala) | Rainer Schüttler  | 5:7, 3:6         |
| Zwycięzca     | 3. | 19 lutego 2006       | Marsylia                   | Twarda (hala)   | Mario Ančić       | 6:4, 6:2         |
| Zwycięzca     | 4. | 6 sierpnia 2006      | Waszyngton                 | Twarda          | Andy Murray       | 7:6(3), 6:2      |
| Finalista     | 6. | 23 czerwca 2007      | Nottingham                 | Trawiasta       | Ivo Karlović      | 6:3, 4:6, 4:6    |
| Finalista     | 7. | 16 stycznia 2010     | Auckland                   | Twarda          | John Isner        | 3:6, 7:5, 6:7(2) |

#### Gra podwójna (12–10)
| Legenda                                                  |
| Wielki Szlem (1–1)                                       |
| Igrzyska olimpijskie (0–0)                               |
| Tennis Masters Cup / ATP World Tour Finals (0–0)         |
| ATP Masters Series / ATP World Tour Masters 1000 (2–0)   |
| ATP International Series Gold / ATP World Tour 500 (0–0) |
| ATP International Series / ATP World Tour 250 (9–9)      |

| Wygrane według nawierzchni |
| Twarda (7–7)               |
| Ceglana (1–0)              |
| Trawiasta (1–1)            |
| Dywanowa (3–2)             |

| Końcowy wynik | Nr  | Data                 | Turniej                    | Nawierzchnia    | Partner                | Przeciwnicy w finale                 | Wynik finału          |
| Zwycięzca     | 1.  | 16 kwietnia 2000     | Casablanca                 | Ceglana         | Sébastien Grosjean     | Lars Burgsmüller Andrew Painter      | 7:6(4), 6:4           |
| Finalista     | 1.  | 14 października 2001 | Lyon                       | Dywanowa (hala) | Sébastien Grosjean     | Daniel Nestor Nenad Zimonjić         | 1:6, 2:6              |
| Zwycięzca     | 2.  | 17 lutego 2002       | Marsylia (1)               | Twarda (hala)   | Nicolas Escudé         | Julien Boutter Maks Mirny            | 6:4, 6:3              |
| Finalista     | 2.  | 11 stycznia 2004     | Adelaide                   | Twarda          | Michaël Llodra         | Bob Bryan Mike Bryan                 | 5:7, 3:6              |
| Zwycięzca     | 3.  | 14 marca 2004        | Indian Wells               | Twarda          | Sébastien Grosjean     | Wayne Black Kevin Ullyett            | 6:3, 4:6, 7:5         |
| Zwycięzca     | 4.  | 17 października 2004 | Metz                       | Twarda (hala)   | Nicolas Mahut          | Ivan Ljubičić Uros Vico              | 6:2, 7:6(8)           |
| Zwycięzca     | 5.  | 31 października 2004 | Petersburg                 | Dywanowa (hala) | Michaël Llodra         | Dominik Hrbatý Jaroslav Levinský     | 6:3, 6:2              |
| Finalista     | 3.  | 16 stycznia 2005     | Sydney                     | Twarda          | Michaël Llodra         | Mahesh Bhupathi Todd Woodbridge      | 3:6, 3:6              |
| Finalista     | 4.  | 6 lutego 2005        | Mediolan                   | Dywanowa (hala) | Jean-François Bachelot | Daniele Bracciali Giorgio Galimberti | 7:6(8), 6:7(6), 4:6   |
| Finalista     | 5.  | 19 czerwca 2006      | ’s-Hertogenbosch           | Trawiasta       | Chris Haggard          | Martin Damm Leander Paes             | 1:6, 6:7(3)           |
| Zwycięzca     | 6.  | 29 października 2006 | Lyon                       | Dywanowa (hala) | Julien Benneteau       | František Čermák Jaroslav Levinský   | 6:2, 6:7(3), 10-7     |
| Zwycięzca     | 7.  | 5 listopada 2006     | Paryż                      | Dywanowa (hala) | Michaël Llodra         | Fabrice Santoro Nenad Zimonjić       | 7:6(4), 6:2           |
| Zwycięzca     | 8.  | 18 lutego 2007       | Marsylia (2)               | Twarda (hala)   | Michaël Llodra         | Mark Knowles Daniel Nestor           | 7:5, 4:6, 10-8        |
| Zwycięzca     | 9.  | 7 lipca 2007         | Wimbledon, Londyn          | Trawiasta       | Michaël Llodra         | Bob Bryan Mike Bryan                 | 6:7(5), 6:3, 6:4, 6:4 |
| Zwycięzca     | 10. | 7 października 2007  | Metz (1)                   | Twarda (hala)   | Michaël Llodra         | Mariusz Fyrstenberg Marcin Matkowski | 6:1, 6:4              |
| Finalista     | 6.  | 14 października 2007 | Sztokholm                  | Twarda (hala)   | Michaël Llodra         | Jonas Björkman Maks Mirny            | 4:6, 4:6              |
| Finalista     | 7.  | 26 stycznia 2008     | Australian Open, Melbourne | Twarda          | Michaël Llodra         | Jonatan Erlich Andy Ram              | 5:7, 6:7(4)           |
| Zwycięzca     | 11. | 5 października 2008  | Metz (2)                   | Twarda (hala)   | Michaël Llodra         | Mariusz Fyrstenberg Marcin Matkowski | 5:7, 6:3, 10-8        |
| Zwycięzca     | 12. | 22 lutego 2009       | Marsylia (3)               | Twarda (hala)   | Michaël Llodra         | Julian Knowle Andy Ram               | 3:6, 6:3, 10-8        |
| Finalista     | 8.  | 27 września 2009     | Metz                       | Twarda (hala)   | Michaël Llodra         | Colin Fleming Ken Skupski            | 6:2, 4:6, 5-10        |
| Finalista     | 9.  | 1 listopada 2009     | Lyon                       | Twarda (hala)   | Sébastien Grosjean     | Julien Benneteau Nicolas Mahut       | 4:6, 6:7(6)           |
| Finalista     | 10. | 7 lutego 2010        | Zagrzeb                    | Twarda (hala)   | Olivier Rochus         | Jürgen Melzer Philipp Petzschner     | 6:3, 3:6, 8-10        |